# Nese don
Nese don è un singolo della rapper kosovaro-svizzera Loredana e del rapper kosovaro Mozzik, pubblicato il 23 luglio 2021 come terzo estratto dal primo album collaborativo No Rich Parents.

## Video musicale
Il video musicale è stato reso disponibile in concomitanza con l'uscita del brano.

## Tracce
Testi di Loridana Zefi, Gramoz Aliu, Alexander Wagner e Smajl Shaqiri, musiche di David Rösler, Gino Tököli, Mirnes Kvrgic e Pascal Punz.
1. Nese don – 2:50

## Classifiche
| Classifica (2021) | Posizione massima |
| ----------------- | ----------------- |
| Austria           | 22                |
| Germania          | 10                |
| Svizzera          | 16                |